# Antaplaga hemicrocea
Antaplaga hemicrocea là một loài bướm đêm trong họ Noctuidae.